# Just-Ice
Just-Ice, pseudonimo di Joseph Williams Jr. (New York, 22 giugno 1965), è un rapper statunitense.

## Discografia
- 1986 - Back to the Old School
- 1987 - Kool & Deadly
- 1989 - The Desolate One
- 1990 - Masterpiece
- 1993 - Gun Talk
- 1995 - Kill the Rhythm (Like a Homicide)
- 1998 - VII
- 2008 - Gangster Boogie
- 2009 - 32 Degrees
- 2010 - The Just-Ice and KRS-One EP Vol. 1